# Diagramme floral

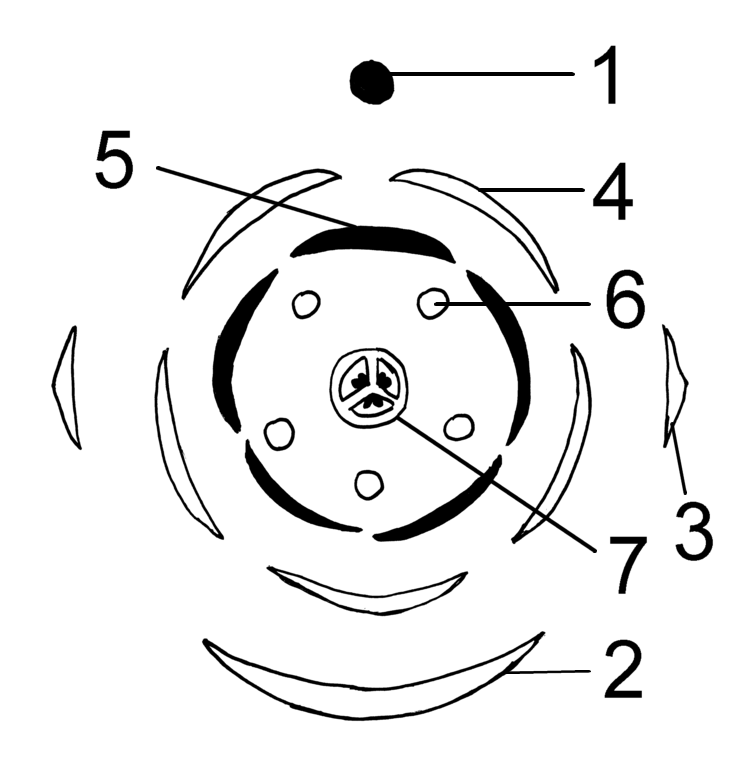
Exemple de diagramme floral :
1 = axe de l'inflorescence, 2 = bractée, 3 = bractéoles, 4 = sépales, 5 = pétales, 6 = étamines, 7 = gynécée

Un diagramme floral est une représentation schématique de l'organisation des pièces florales d'une fleur. Il a été défini par John Henry Schaffner en 1916.
Il permet d'identifier facilement la famille d'une plante.

## Description
Les différentes pièces florales sont schématisées en position anatomique comme pour une coupe transversale de la fleur de l'extérieur vers l'intérieur (les numéros correspondent au dessin ci-contre) : 
1. L'axe de l'inflorescence, correspondant au pédoncule floral (s'il est absent, on le dessine en pointillés) toujours représenté en haut : avec la bractée, il définit l'axe de la fleur ;
2. La bractée (si elle est absente, on la dessine en pointillés) toujours représentée en bas : avec le pédoncule, elle définit l'axe de la fleur (ce qui est important pour les fleurs zygomorphes) ;
3. Les bractéoles (si elles sont présentes) ;
4. Les sépales, dessinés en forme de croissants de lune évidés ;
5. Les pétales, dessinés en forme de croissants de lune pleins ;
6. Les étamines, représentées par des ronds évidés ;
7. Le gynécée, dessiné en coupe transversale.

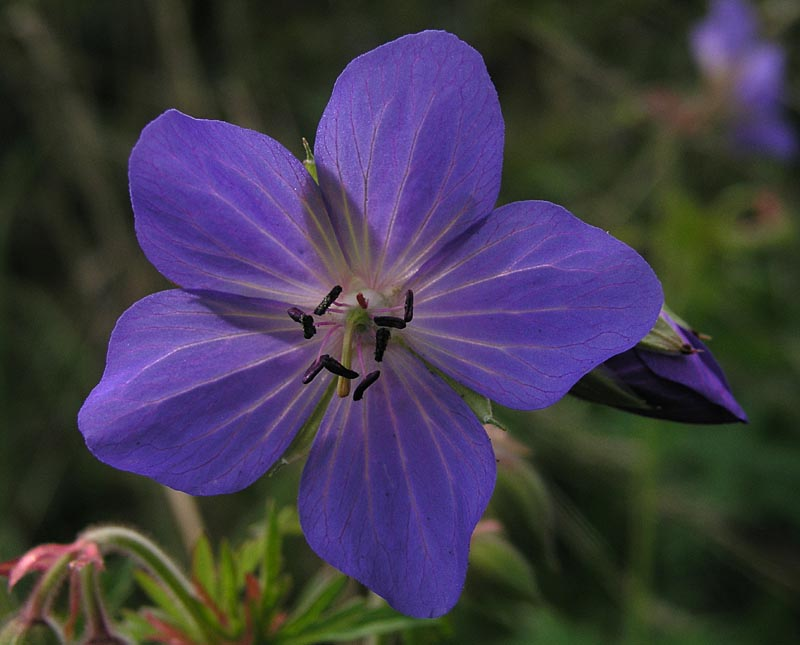
Fleur de Geranium pratense...
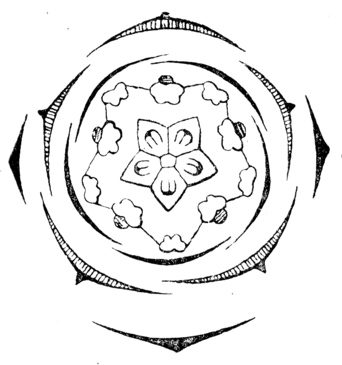
...et son diagramme floral.